# スリーエス西部薬品
スリーエス西部薬品株式会社（スリーエスせいぶやくひん）は、広島県広島市西区山田町34に本社を置く主に医薬品・医療機器の卸売りを扱う企業であった。共創未来グループの一社「東邦薬品」である。

## 概要
- 代表取締役社長 : 石井聡
- 資本金 : 300万円
- 従業員 : 10名

## 沿革
- 1989年（平成元年） - 設立
- 1992年（平成4年）2月 - 東京都の「東邦薬品株式会社」合併し「広島支店」として発足

## 営業所
- 福山支店